# Parco nazionale delle Isole Vergini
Il parco nazionale delle Isole Vergini (in inglese: Virgin Islands National Park) è un parco nazionale situato nelle Isole Vergini Americane, territorio degli Stati Uniti d'America.